# Astrothelium corallinum
 (septembre 2022).
Espèce
Astrothelium corallinum est une espèce de lichen crustacé corticole (vivant sur l'écorce) de la famille des Trypetheliaceae (en).

## Origine
Trouvé au Guyana en 2016, il est formellement décrit comme une nouvelle espèce par André Aptroot (en). Le spécimen type a été collecté à Rain Mountain, au sud-est du village de Paruima, dans la région du Cuyuni-Mazaruni à une altitude de 500 m, poussant sur l'écorce lisse des arbres dans une forêt tropicale.

## Description
Le lichen a un thalle lisse, un peu brillant, qui couvre des surfaces allant jusqu'à 8 cm de diamètre. Le thalle est entouré d'une fine ligne noire de 0,3 mm formant le prothalle.
Les parties blanchâtres des pseudostromates deviennent jaune fluorescent lorsqu'elles sont éclairées par une lumière UV de grande longueur d'onde grâce à la présence de lichexanthone (en), un produit du lichen (en). Le thalle, par contre, ne contient pas de lichexanthone, ce qui le distingue de l'espèce similaire A. ochroleucoides.